# Гаврильцево (Юрьев-Польский район)
Гаврильцево — деревня в Юрьев-Польском районе Владимирской области России, входит в состав Красносельского сельского поселения.

## География
Деревня расположена на берегу речки Вошенка в 16 км на юг от райцентра города Юрьев-Польский.

## История
В XIX — начале XX века деревня входила в состав Есиплевской волости Юрьевского уезда, с 1925 года — в составе Юрьевской волости Юрьев-Польского уезда Иваново-Вознесенской губернии. В 1859 году в деревне числилось 21 дворов, в 1905 году — 29 дворов.
С 1929 года деревня являлась центром Гаврильцевского сельсовета Юрьев-Польского района, с 1940 года — в составе Калманского сельсовета, с 1959 года — в составе Кучковского сельсовета, с 2005 года — в составе Красносельского сельского поселения.

## Население
| 1859 | 1905 | 2002 | 2010 | 2021 |
| ---- | ---- | ---- | ---- | ---- |
| 136  | ↗182 | ↘5   | ↘1   | ↘0   |